# Aleksander Gins
Aleksander Ryszard Gins, pierwotnie Abraham Gins (ur. 26 marca 1821 w Kaliszu, zm. 29 września 1908 w Warszawie) – polski drukarz żydowskiego pochodzenia, właściciel drukarni.

## Życiorys
Urodził się w Kaliszu w rodzinie żydowskiej, jako syn Ludwika (Lippmana) i Fryderyki (Ryfki) z domu Holtz. W 1839 ochrzcił się w obrządku ewangelicko-reformowanym. Pracę w drukarstwie rozpoczął około 1837. W 1852 nabył Drukarnię Towarzystwa Misjonarzy Angielskich w Warszawie i prowadził ją najpierw przy ulicy Elektoralnej nr hip. 755, a następnie przy Nowo-Zielnej (później Zielnej) 47. Drukarnia tłoczyła książki dla wielu warszawskich firm wydawniczych, m.in. S. H. Merzbacha, W. Mietkego, G. A. Sennewalda, głównie wydawnictwa popularne, książki dla dzieci i młodzieży, podręczniki szkolne, ale także dzieła naukowe, ulotki rewolucyjne, wydawnictwa kościelne oraz Kalendarz Księgarsko-Literacki. Aleksander Gins, jako pierwszy w Polsce, wprowadził kalendarze do zdzierania. Pod koniec XIX wieku firmę przejął jego syn Henryk Adolf i prowadził ją do 1909. W 1918 drukarnię nabył Ryszard Wojciechowski (kasiarz związany ze znanym Szpicbródką), po kilku miesiącach odsprzedał ją Towarzystwu Rozwój.
Aleksander i Henryk Adolf zostali pochowani na Cmentarzu Ewangelicko-Reformowanym w Warszawie (kwatera R-1-1).

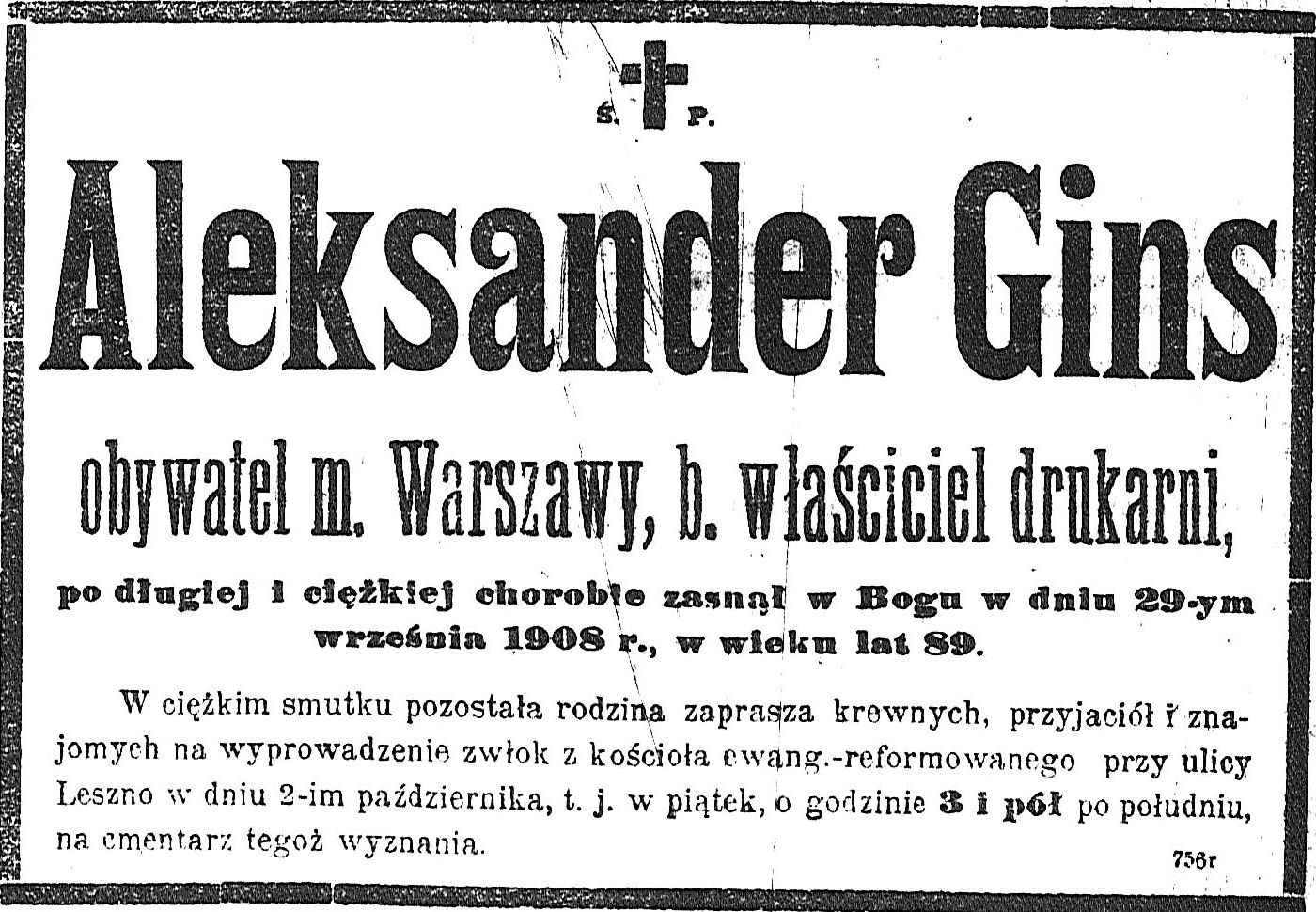
Nekrolog Aleksandra Ginsa w Kurierze Warszawskim

## Życie prywatne
Z małżeństwa z Fryderyką Augustą Lichtenstädt (ok. 1821–?) miał siedmioro dzieci: Annę Helenę (1845–?), Henryka Adolfa (1846–1921), Amalię (1848–1938), Marię Adelę (1851–po 1930), Aleksandrę Paulinę (1854–?), Aleksandra (1856–?) i Aurelię (1857–?)